# Thunbergia ilocana
Thunbergia ilocana är en akantusväxtart som beskrevs av Cornelis Eliza Bertus Bremekamp. Thunbergia ilocana ingår i släktet thunbergior, och familjen akantusväxter. Inga underarter finns listade i Catalogue of Life.